# Samuel Lubin
Pour les articles homonymes, voir Lubin.
Samuel Edgar Lubin, connu sous le nom d'artiste « Edgar Nibul », est un pharmacien et un artiste originaire de Guyane né le 19 septembre 1862 à Cayenne et décédé dans la même ville le 7 avril 1948.

## Biographie
Edgar Lubin est le fils d'Angélique Lubin et d'un nommé Bazenski qui s'adonnait à la musique classique : c'est d'ailleurs de là que viendrait son penchant pour celle-ci. Dès sa plus tendre enfance, Samuel manifeste sa passion pour la musique. Il apprend le solfège et l'harmonie, puis rapidement le piano. Après des études primaires à Cayenne, Samuel Lubin, alors âgé de douze ans, part en Martinique pour poursuivre sa scolarité au lycée de Saint-Pierre où, après de brillantes études secondaires, il obtient son baccalauréat.
Il se rend à Tours pour entreprendre des études de pharmacie ; parallèlement à ses études, il suit des cours de musique au Conservatoire. À la fin de ses études, il décide de s'installer à Paris, où il épouse une métropolitaine avec laquelle il a une fille, Germaine Lubin, qui deviendra une célèbre cantatrice. Peu avant la Première Guerre mondiale, il se dispute avec sa fille qui lui reproche de faire obstacle à sa carrière en se tenant constamment à ses côtés. Dépité, il retourne vivre en Guyane.
Il travaille dans un premier temps à son officine, puis s'associe avec un autre pharmacien de la place M. Michely. Il devient ensuite manipulateur à l'hospice Saint Denis (ancien hôpital Saint Denis de Cayenne), avant de quitter le milieu médical pour se consacrer à la musique et en vivre. Il participe activement à l'animation du milieu musical de son époque.
Il donne des cours de musique et obtient un poste de professeur de musique au "Ti-Collège" (actuellement école primaire Samuel Chambaud). Sa vue baissant de plus en plus, il est forcé de quitter l'enseignement et commence à mener une vie misérable. Ses anciens élèves organisent une soirée musicale où on interprète ses œuvres et dont les bénéfices lui sont reversés. Il meurt pauvre et malade le 7 avril 1948, à l'âge de 85 ans.
Actuellement, une rue de la ville de Cayenne porte son nom civil (Samuel Lubin) et le conservatoire de musique, de danse et de théâtre de Guyane porte depuis une trentaine d'années son nom d'artiste (Edgar Nibul)

## Distinctions
- Chevalier de la Légion d'honneur

## Compositions
Edgar Nibul compose de nombreuses œuvres tout au long de sa carrière. Malheureusement, certaines sont inconnues de nos jours car il a du mal à vendre ses créations.Il compose environ 80 chansons sous le pseudonyme d'Edgar Nibul. On retrouve dans son répertoire varié aux divers styles musicaux tels que la Valse, la Biguine, la Marche, la Polka et diverses compositions pour piano,.
Il compose des chansons politiques rendant hommage à son ami Gaston Monnerville :
- Cé ti momo
- Ça ou fait la
- Vive nou député

Les titres célèbres d'Edgar Nibul sont: 
- Nos richesses, une valse-gragé écrite à l'occasion des fêtes du tricentenaire du rattachement de la Guyane et des Antilles à la France.
- Mouvement d'avion, écrite à l'occasion de l'arrivée à Cayenne du premier avion (hydravion) qui amerrit dans l'anse du Gouvernement. Ce titre figure en particulier sur la bande originale du film Jean Galmot, aventurier (1990).

Il a aussi composé :
- En dans la lune
- Nous avons des avions[2]
- Les filles (1908)
- Polka des chabins. Polka marche pour piano par Edgar Nibul (1908)
- Carsewène-polka pour piano par Edgar Nibul (1908)
- 14 morceaux pour piano (1907)
- Chaviré. Polka-marche pour piano par Edgar Nibul, tirée de la chanson du même titre... (1907
- Le bon pêcheur (1904)
- L'amant d' Chou (1904)
- Baptistin (1904)
- John Chester (1895)
- A Ma'tinique (1889)
- La Bastille, marche militaire pour piano (1888)
- A Ma'tinique (1888)[3]